# Joey Juschka

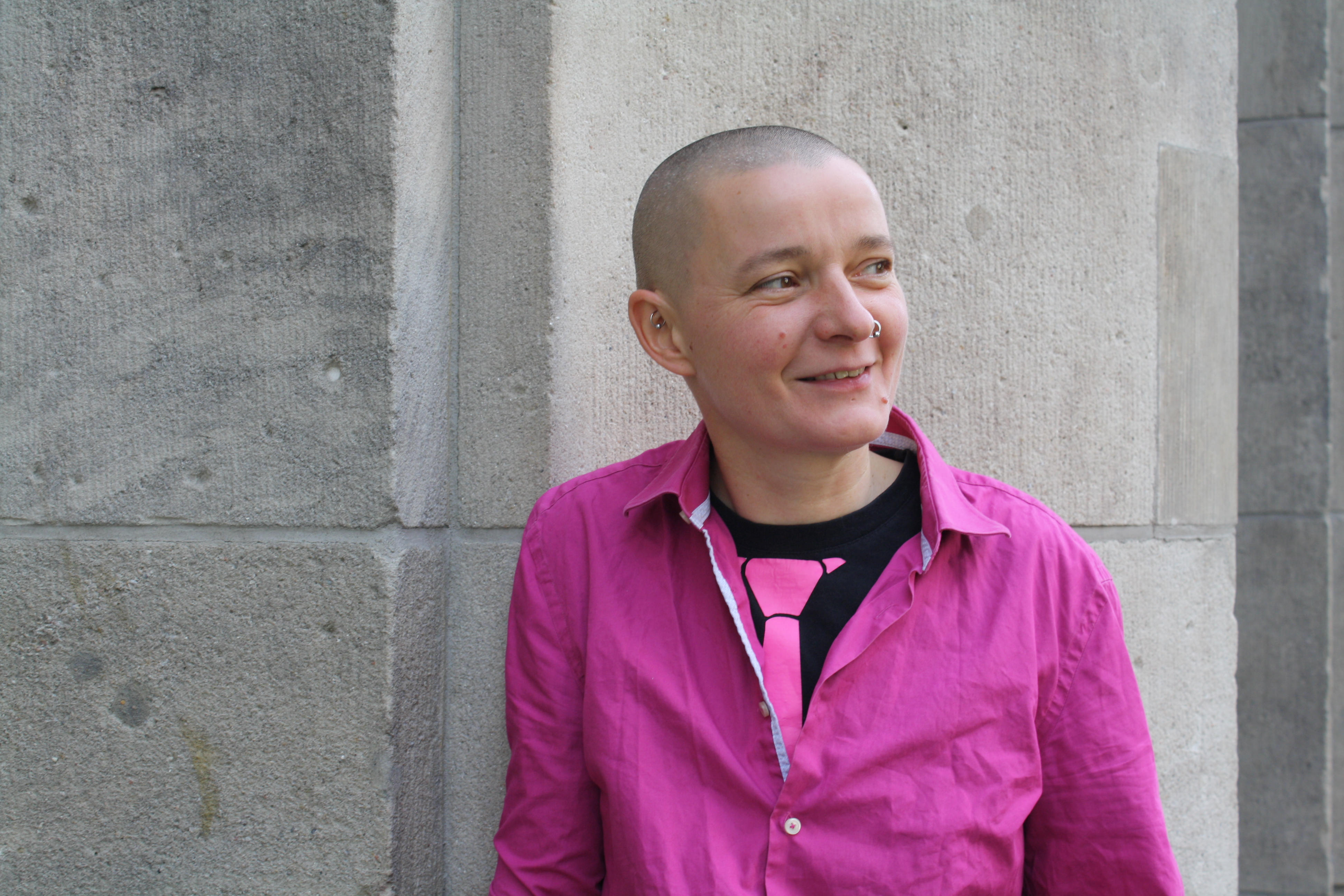
Joey Juschka

Joey Juschka (* 1977 in Halle (Saale)) ist eine deutsche Schriftstellerin.

## Leben
Joey Juschka wuchs in Halle (Saale) auf, wo sie das Abitur ablegte und an der Martin-Luther-Universität studierte. Sie absolvierte ein Auslandsjahr im Erasmus-Programm an der Universität von Newcastle uopn Tyne und wechselte danach an die Humboldt-Universität zu Berlin. Seit 2004 arbeitet sie als freiberufliche Schriftstellerin und Ghostwriter.

## Literarischer Werdegang
Ab 2002 veröffentlichte Joey Juschka Kurzgeschichten und Essays u. a. in Anthologien des Querverlags und Satyr-Verlags sowie des Konkursbuch Verlags, in dem später auch ihr erstes Buch erschien.
2012 gewann sie den Publikumspreis des 20. open mike mit ihrer utopischen Erzählung Schaf e. V., die auch Eingang in ihr Debüt „Die Welt, verbessert – Fiktive Lösungen für reale Probleme“ fand. Von 2013 bis 2020 schrieb sie Kolumnen für die taz. Sie schreibt und produziert zudem Hörspiele und verfasste bisher 26 Bücher als Ghostwriter.
Joey Juschka schreibt teils auf Englisch und veröffentlichte u. a. in der Anthologie Frenzy – 60 Stories of Sudden Sex. Ihr Fokus auf Sexualität als wiederkehrendes Thema führte auch zu einem eigenen Podcast, der „SexSprechStunde“.

## Werke

### Veröffentlichungen
- Schlimme Sachen mit Decken – Berliner Szenen konkursbuch Verlag, Tübingen 2024, ISBN 978-3-88769-977-2.
- Gerne, die Dame – Berliner Szenen konkursbuch Verlag, Tübingen 2024, ISBN 978-3-88769-976-5.
- Die Welt, verbessert – Fiktive Lösungen für reale Probleme konkursbuch Verlag, Tübingen 2023, ISBN 978-3-88769-974-1.

### Beiträge (Auswahl)
- Cruisende Lesben und Haare bürsten in In Mein heimliches Auge 38, konkursbuch Verlag, 2023, ISBN 978-3-88769-538-5.
- A wie Arbeit. Oder Alltag? Arbeitsalltag! Ach: Alltagsarbeit. in Mein lesbisches Auge 22, konkursbuch Verlag, 2022, ISBN 978-3-88769-922-2.
- Halle/Saale (ohne Regen) in Mein lesbisches Auge 21, konkursbuch Verlag, 2021, ISBN 978-3-88769-921-5.
- Option C in Freie Stücke, Geschichten über Selbstbestimmung, Edition Nautilus, 2019, ISBN 978-3-96054-185-1.
- Hackerhitze in Wenn im Norden das Licht schmilzt, konkursbuch Verlag, 2019, ISBN 978-3-88769-491-3.
- Butch-Radar und Mann ohne Haare in Butches – begehrt und bewundert, Querverlag, 2018, ISBN 978-3-89656-262-3.
- Seventeen in Tausend Tode schreiben, Frohmann Verlag, 2015, ISBN 978-3-944195-55-1.
- Schaf e. V. in 20. open mike, Allitera-Verlag, 2012, ISBN 978-3-86906-469-7.
- Auf Bestellung in Macht Sex Spaß? – Ja, Nein, Vielleicht, Weiß nicht, Satyr-Verlag, 2012, ISBN 978-3-9814891-7-0.
- Kreuzende Wege in & Radieschen – #12 Rollen & Bilder, Literaturmagazin, Wien, 2009[6]
- Language in Frenzy – 60 Stories of Sudden Sex, Cleis Press, San Francisco, 2008, ISBN 978-1-57344-331-9.
- Beruf: Stehwechsler in Drag Kings – Mit Bartkleber gegen das Patriarchat, Querverlag, 2007, ISBN 978-3-89656-142-8.
- Auszeit in Raus aus der Stadt! Eine Berlin-Brandenburger Anthologie, Satyr-Verlag, 2006, ISBN 3-938625-22-8.
- dear mom in Slit, Dyke Sex Magazine, Sydney, 2002[7].

### Hörbücher
- 2024: Die Welt, verbessert – Fiktive Lösungen für reale Probleme Hörbuch, erschienen bei Hörbuchmanufaktur Berlin.

### Hörspiele und Feature
- 2011: Die Toilette Wurfsendung bei Deutschlandfunk Kultur.
- 2020: Kurzstrecke (104. Folge): Telefonsex – Feature, Hörspiel, Klangkunst, bei Deutschlandfunk Kultur.
- 2024: Kurzstrecke (143. Folge): Ficknick. Ein Zahlenspiel – Feature, Hörspiel, Klangkunst, Deutschlandradio, Erstsendung bei Deutschlandfunk Kultur.

## Auszeichnungen
- 2021: Recherchestipendium Literatur des Berliner Senats zu „Die Welt an (nach/mit) Corona“
- 2021: Arbeitsstipendium der VG Wort
- 2019: Gewinnerin „Bester Humor“, Literaturpreis „Wortrandale“[8]
- 2017: Arbeitsstipendium Literatur des Berliner Senats[9]
- 2012: Publikumspreis beim 20. open mike